# Granč-Petrovce
Granč-Petrovce (in ungherese Garancspetróc, in tedesco Grantsch-Petrowitz) è un comune della Slovacchia facente parte del distretto di Levoča, nella regione di Prešov.

## Storia
Fu menzionato per la prima volta nelle cronache storiche nel 1292.